# Trollhättan község
Trollhättan község (svédül: Trollhättans kommun) Svédország 290 községének egyike. A község jelenlegi formáját 1974-ben nyerte el.

## Települései
A községben 7 település (Tätort) található. A települések és népességük:
| Település   | Népesség | Megjegyzés         |
| ----------- | -------- | ------------------ |
| Trollhättan |          | a község székhelye |
| Björndalen  |          |                    |
| Sjuntorp    |          |                    |
| Skogshöjden |          |                    |
| Upphärad    |          |                    |
| Velanda     |          |                    |
| Väne-Åsaka  |          |                    |

## Külső hivatkozások
- Hivatalos honlap (svéd, angol, finn)